# Malmedy
Malmedy (germană Malmünd, valonă Måmdey) este un oraș francofon din regiunea Valonia din Belgia. Orașul este una dintre localitățile belgiene cu facilități lingvistice pentru populația germanofonă. Împreună cu comuna învecinată Waimes, sunt singurele comune din Cantoanele din Est, regiunea anexată de Belgia în defavoarea Germaniei la sfârșitul primului război mondial, majoritar francofone.
Comuna este formată din localitățile Malmedy, Bellevaux-Ligneuville și Bévercé. Suprafața totală este de 99,96 km². La 1 ianuarie 2008 comuna avea o populație totală de 11.943 locuitori. 

## Localități înfrățite
- Franța: Beaune;
- Germania: Cochem.